# آندریا شیاوونه (بازیکن فوتبال)
آندریا شیاوونه (انگلیسی: Andrea Schiavone؛ زادهٔ ۲۵ فوریهٔ ۱۹۹۳) بازیکن فوتبال اهل ایتالیا است.
از باشگاه‌هایی که در آن بازی کرده‌است می‌توان به باشگاه فوتبال مودنا، باشگاه فوتبال یوونتوس، باشگاه فوتبال روبور سیه‌نا، باشگاه فوتبال چزنا، و باشگاه فوتبال لیورنو اشاره کرد.
وی همچنین در تیم‌های ملی فوتبال زیر ۱۶ سال ایتالیا، زیر ۱۷ سال ایتالیا، زیر ۱۹ سال ایتالیا، زیر ۲۰ سال ایتالیا، و زیر ۲۱ سال ایتالیا بازی کرده‌است.